# Jan van der Laan (architect)
Johannes Antonius van der Laan (Leiden, 4 mei 1896 - aldaar, 24 augustus 1966) was een Nederlands architect. Van der Laan was de oudste zoon van de Leidse architect Leo van der Laan.

## Leven en loopbaan
Hij studeerde af aan de Technische Hogeschool Delft onder architect en stedenbouwkundige Marinus Jan Granpré Molière. Na 1921 trad hij toe tot het architectenbureau van zijn vader. Deze samenwerking hield stand tot het overlijden van Leo in 1942. Het tweetal werkte voornamelijk in Leiden en omgeving. 
Na het overlijden van zijn vader heeft Jan van der Laan enkele partners aan het architectenbureau toegevoegd en gedurende een aantal zeer succesvolle jaren als architect toonaangevende gebouwen in Nederland ontworpen. De partners waren: Jan Hermans en Theo van der Eerden, en later Jules Kirch en Henk Blansjaar, die het bureau tot eind 1984 hebben voortgezet. Het bureau behoorde tot de grootste in Nederland en opereerde met name voor katholieke opdrachtgevers in de stijl van de Delftse School. Latere werken van Jan laten echter ook een toenemende modernistische invloed zien (bijvoorbeeld het nieuwe stadhuis van Eindhoven).

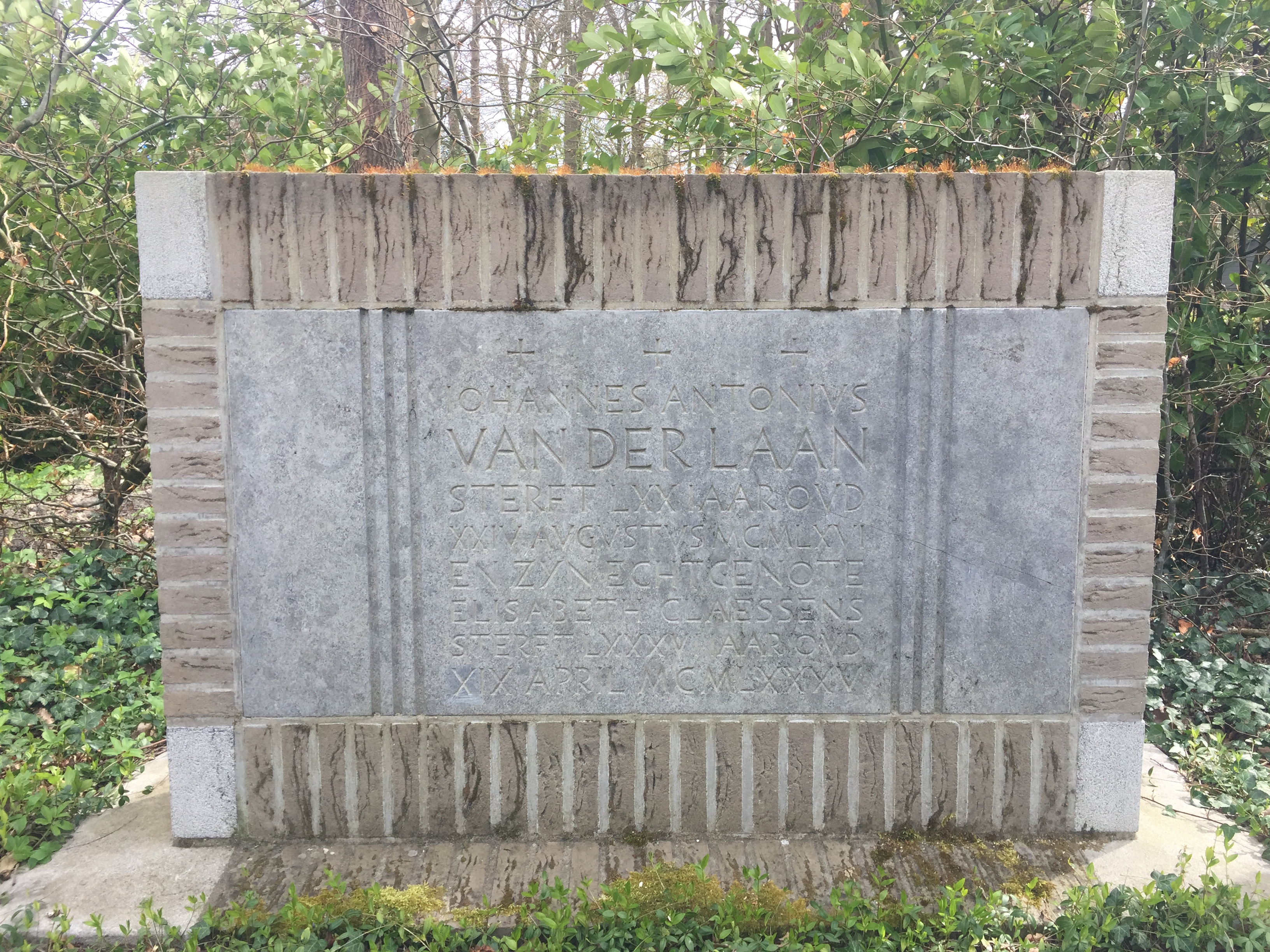
Herdenkingssteen voor Jan van der Laan en Elisabeth Claessens, Goede Herderkerk (Wassenaar)

Jan van der Laan was de oudere broer van de architecten Dom Hans van der Laan, en Nico van der Laan. Zowel Hans als Nico waren grondleggers van de Bossche School. De invloed van deze stijl op het oeuvre van Jan was beperkt, maar het is wel bekend dat hij voor grote opdrachten graag overleg pleegde met zijn broer Hans.

## Belangrijkste werken

### Eindhoven

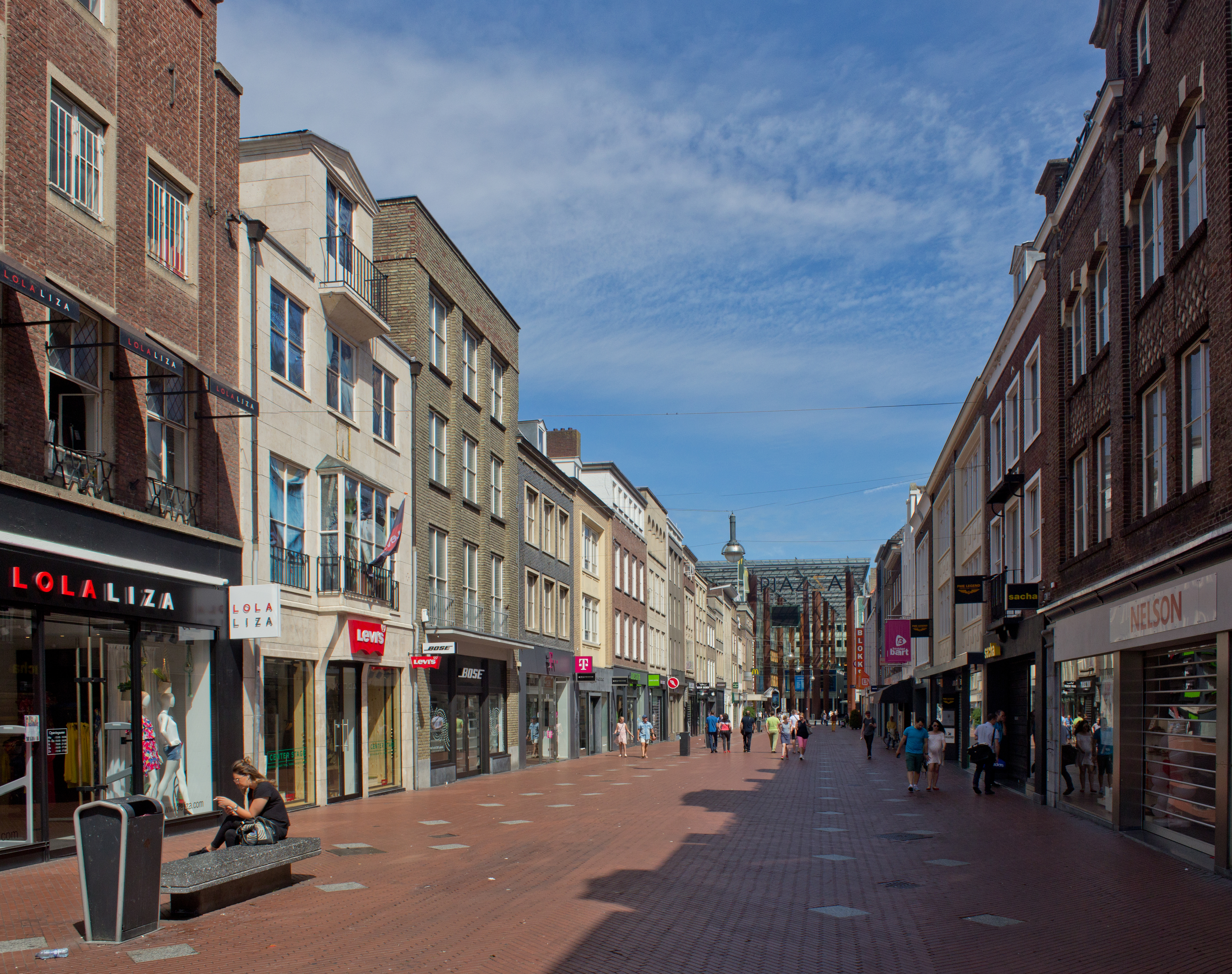
Zicht op de Demer, Richting het 18 Septemberplein

Van der Laan heeft een belangrijke rol gespeeld in de eerste fase van de wederopbouw van Eindhoven. Zijn plan uit 1946 behelsde onder andere het verleggen van de spoorlijn naar de huidige verhoogde locatie, de herbouw van de Demer, het aanleggen van de Hermanus Boexstraat, en het aanleggen van het huidige Stadhuisplein. 
Van de rest van zijn wederopbouwplan is niet veel gerealiseerd. Er ontstond een conflict over zijn visie op architectuur en zijn leidende positie in het wederopbouwproject. Zijn toen nog traditionalistische stijl werd als oubollig gezien en niet passend voor een vooruitstrevende stad als Eindhoven. Met name het moeizame tot stand komen van de bebouwing langs de Demer, waarbij individuele winkeliers ieder hun eigen pand realiseerden met hun eigen architect, werd Van der Laan niet in dank afgenomen. Ook de door hem ontworpen “Oude Stadhuisvleugel” (het enige gerealiseerde deel van een nieuw stadhuis in Traditionalistische stijl) werd niet goed ontvangen. Hij heeft later nog wel het in 1967 gebouwde, modernistische stadhuis mogen ontwerpen.

### Overige belangrijke werken
- Bejaardenhuis St. Joseph in Beverwijk
- St. Catharina Ziekenhuis in Eindhoven
- Onze-Lieve-Vrouw-van-Goede-Raadkerk (Den Haag) (bouwjaar 1954)
- Mariastichting te Haarlem
- RK Industrie- en Huishoudschool Mons Aurea, Haarlem (1951-1960)
- De Sint Stanislaskapel in Delft (1955-1956)
- Groot Ziekengasthuis te 's-Hertogenbosch
- St. Josephkerk in Leiden (bouwjaar 1924-1925)
- Leonarduskerk (Leiden) (bouwjaar 1925)
- Vroom & Dreesmann Leiden (bouwjaar 1936)
- het stedenbouwkundig plan voor de Nijmeegse Universiteit
- het Radboud Ziekenhuis te Nijmegen
- Verschillende filialen van C&A. O.a. te Amsterdam, Breda, Dordrecht, Gouda, Haarlem, Oosterhout, Roermond, en Rotterdam.

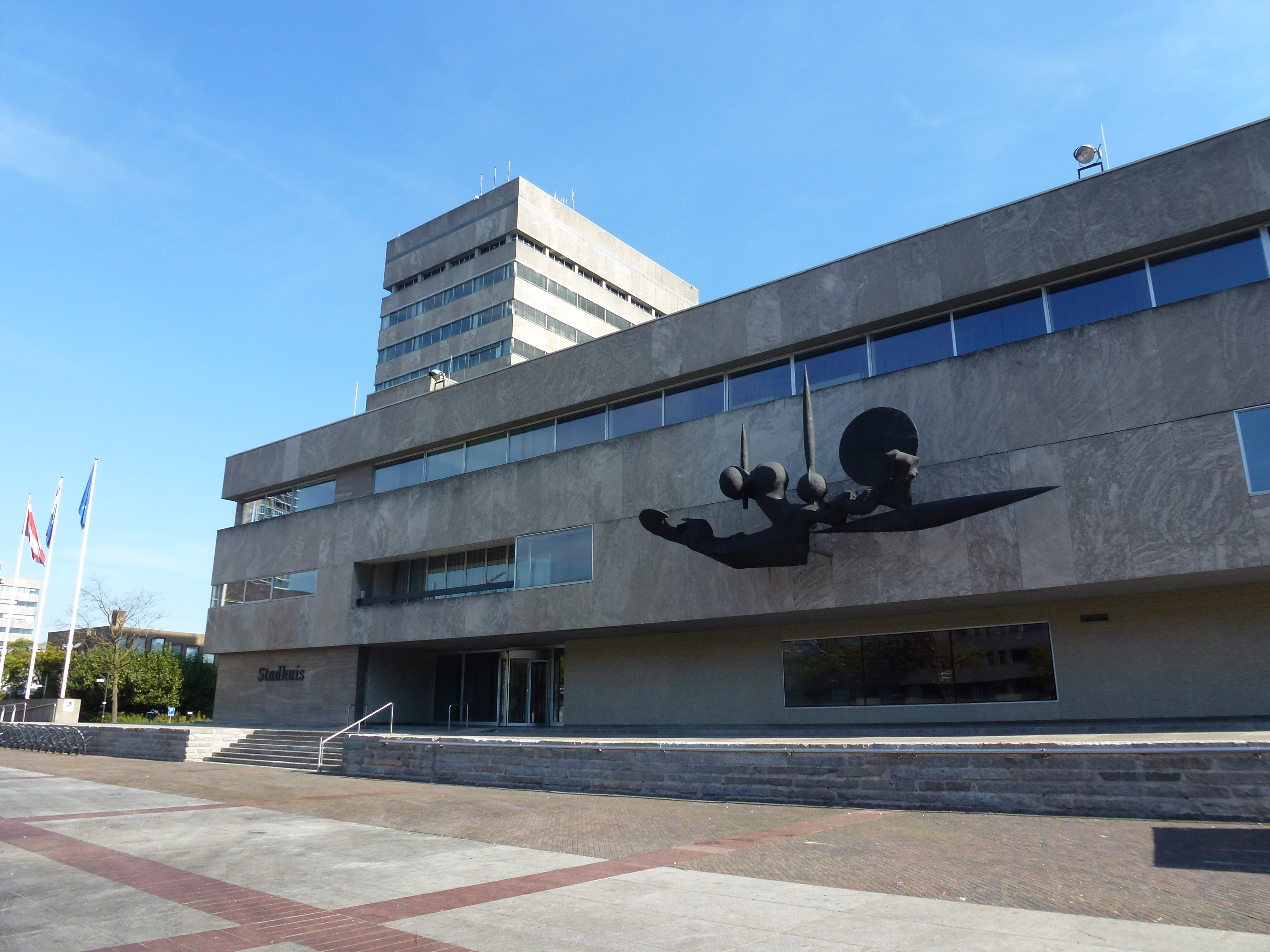
Stadhuis van Eindhoven
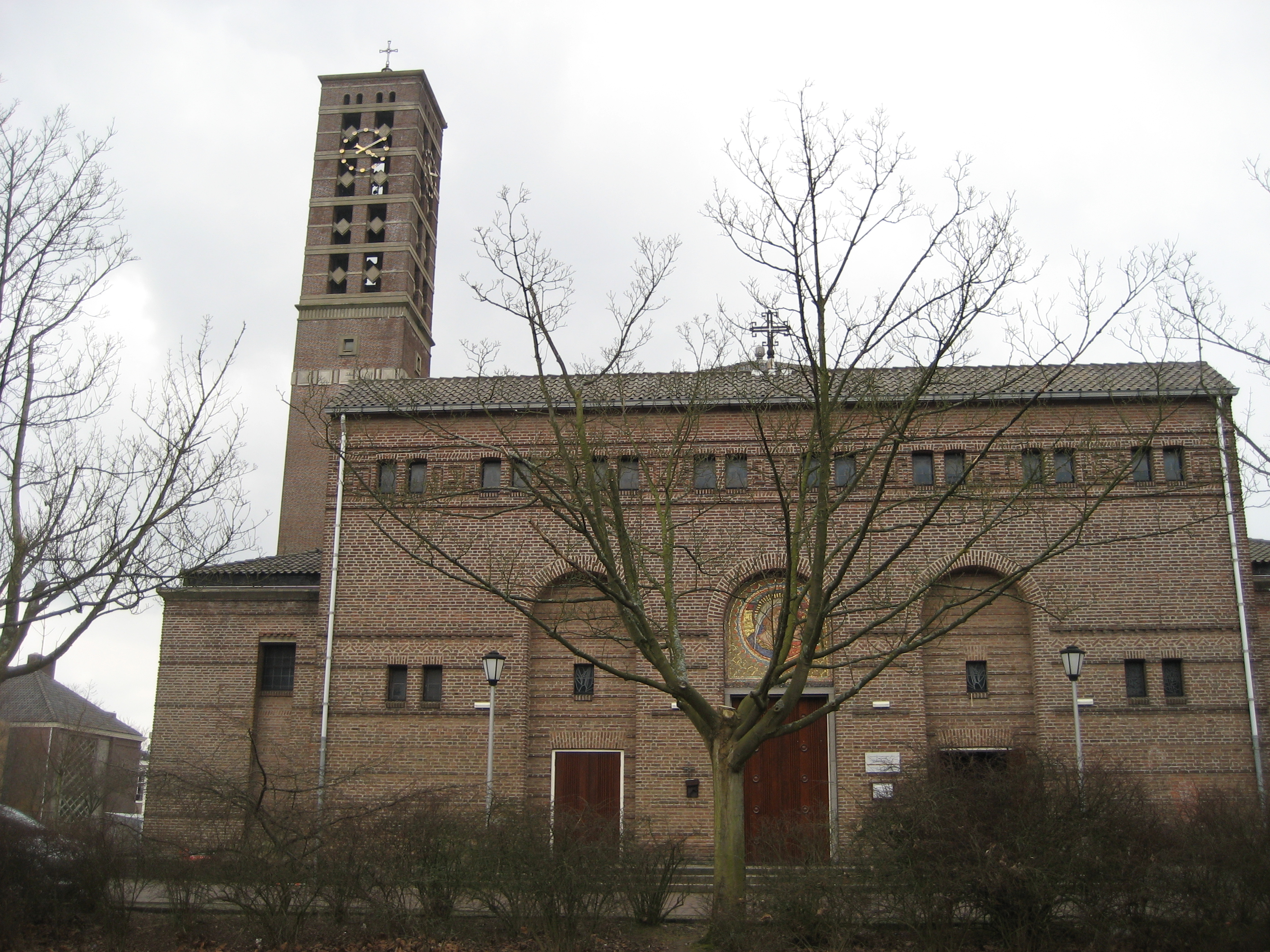
Onze-Lieve-Vrouw-van-Goede-Raadkerk, Den Haag (1946-1954)
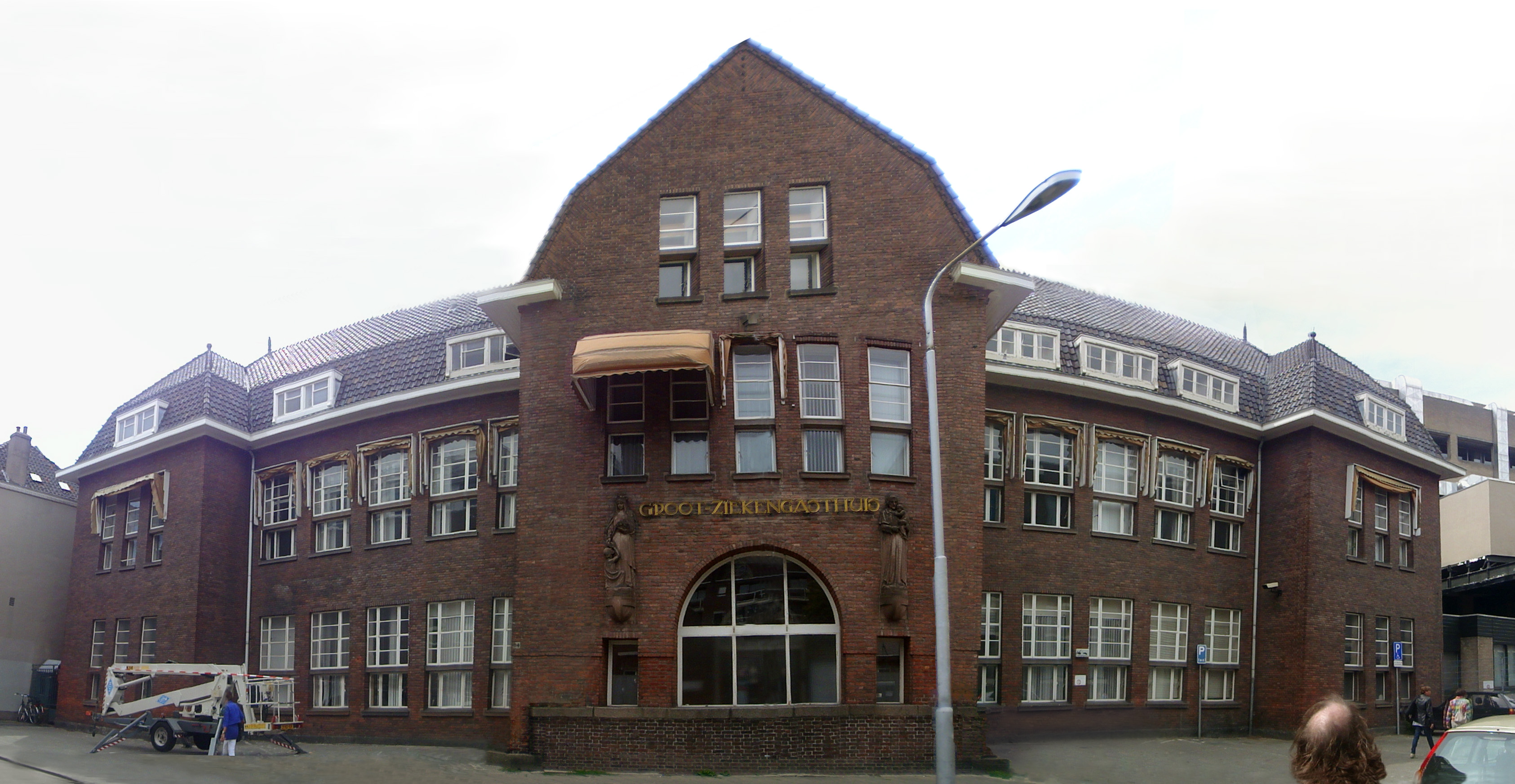
Grootziekengasthuis Den Bosch
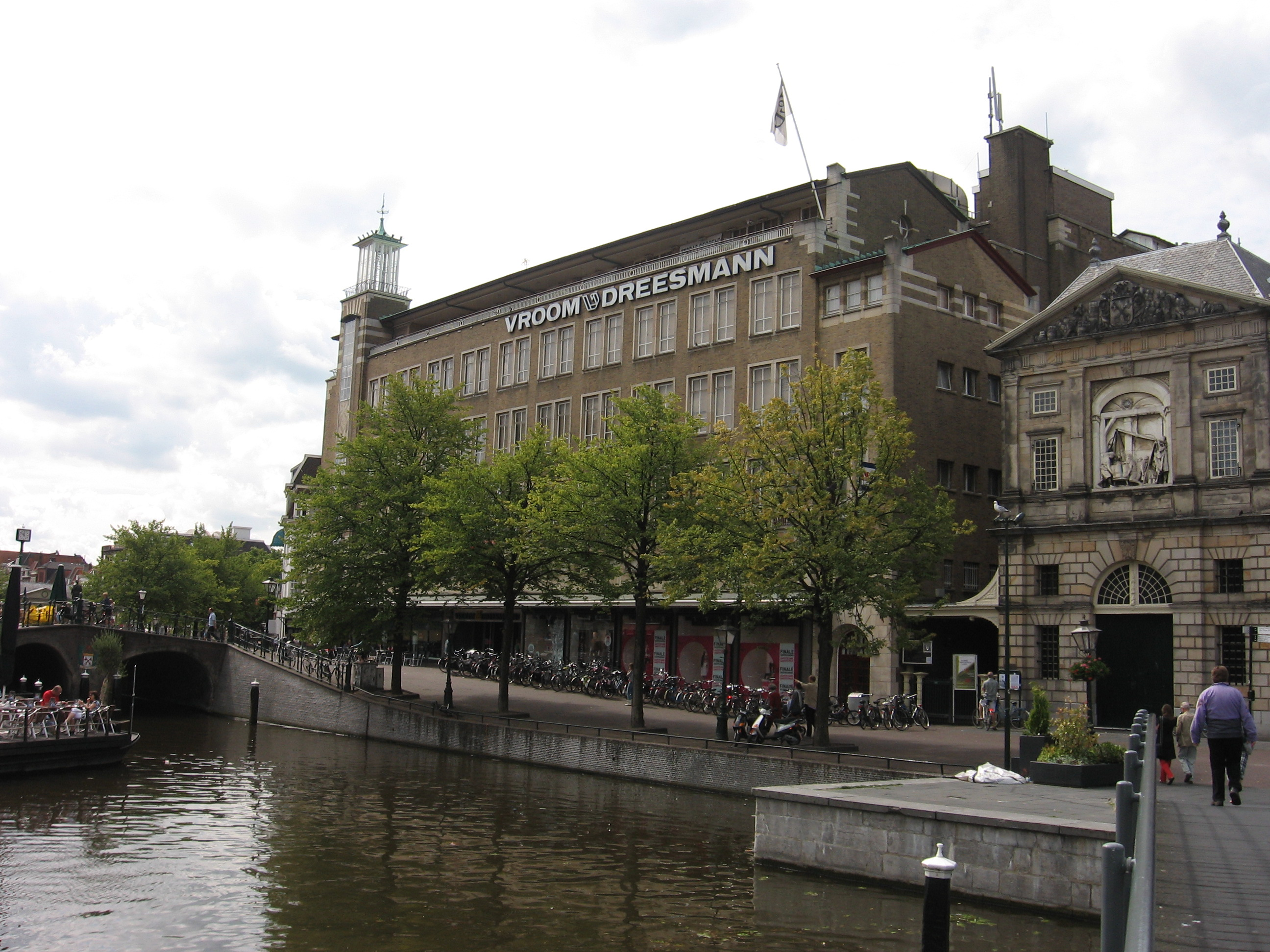
Vroom & Dreesmann, Leiden (1936)
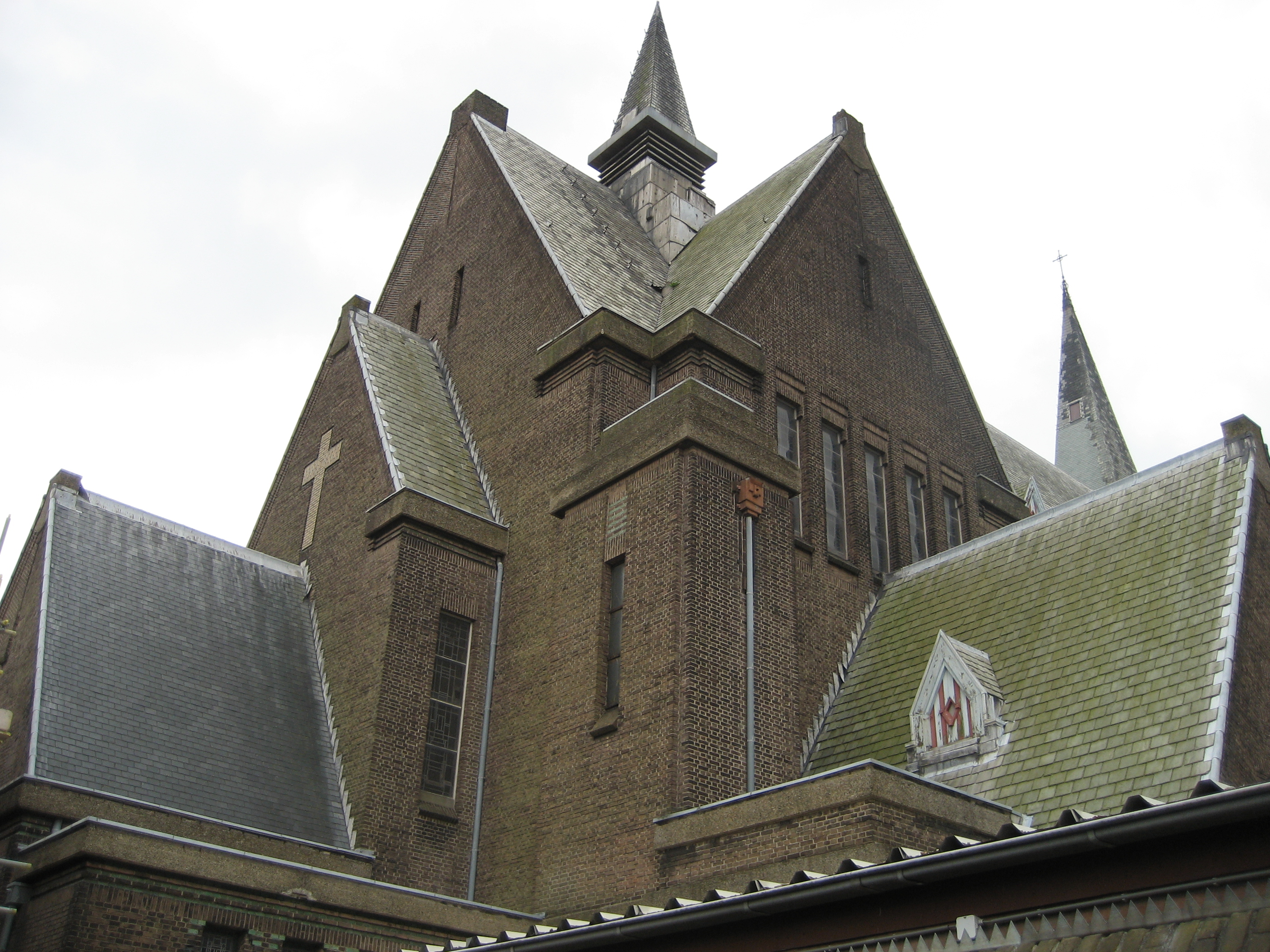
'Herensingelkerk', OLV Hemelvaart en St Joseph, Leiden (1925)
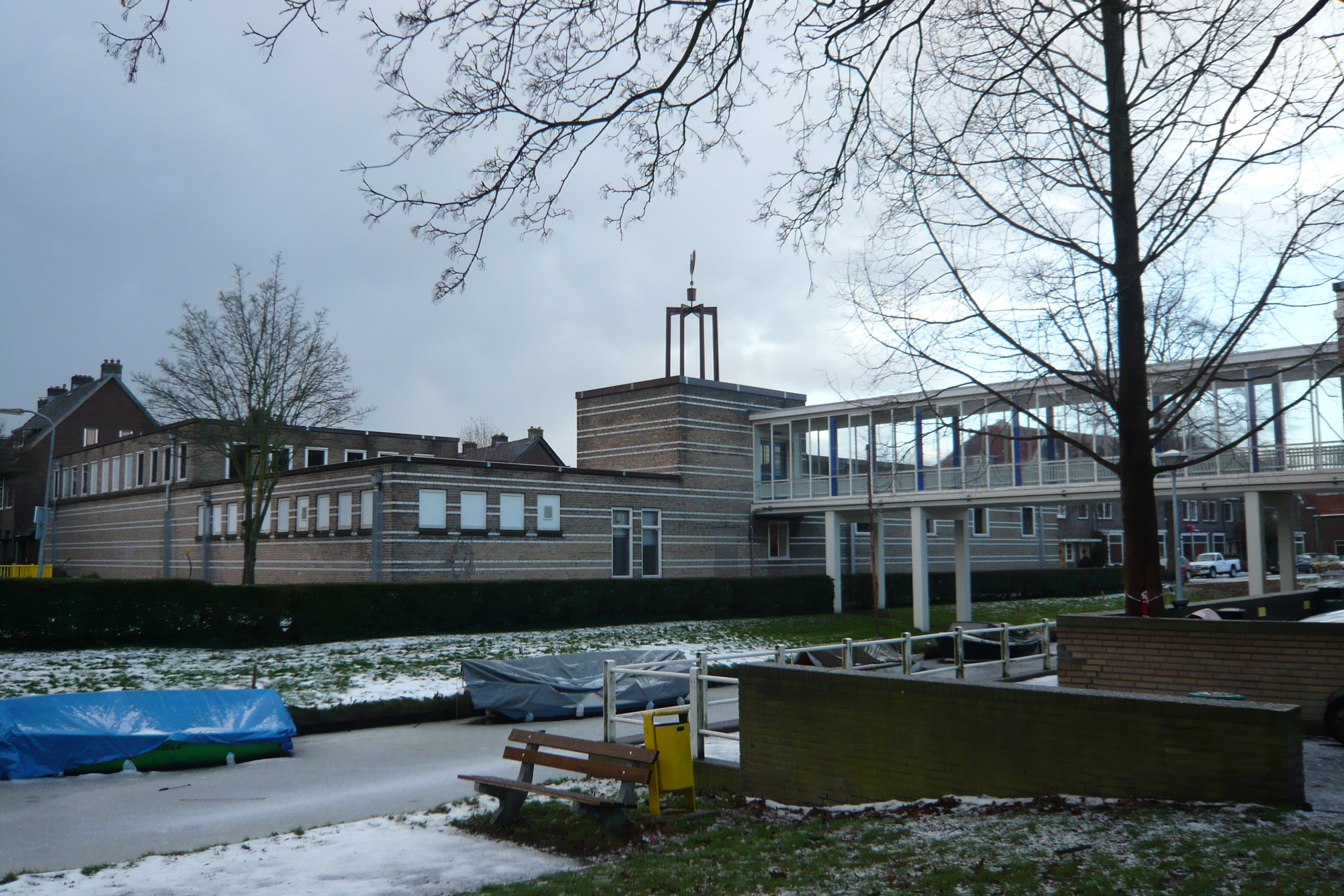
Mons Aurea-school, Haarlem
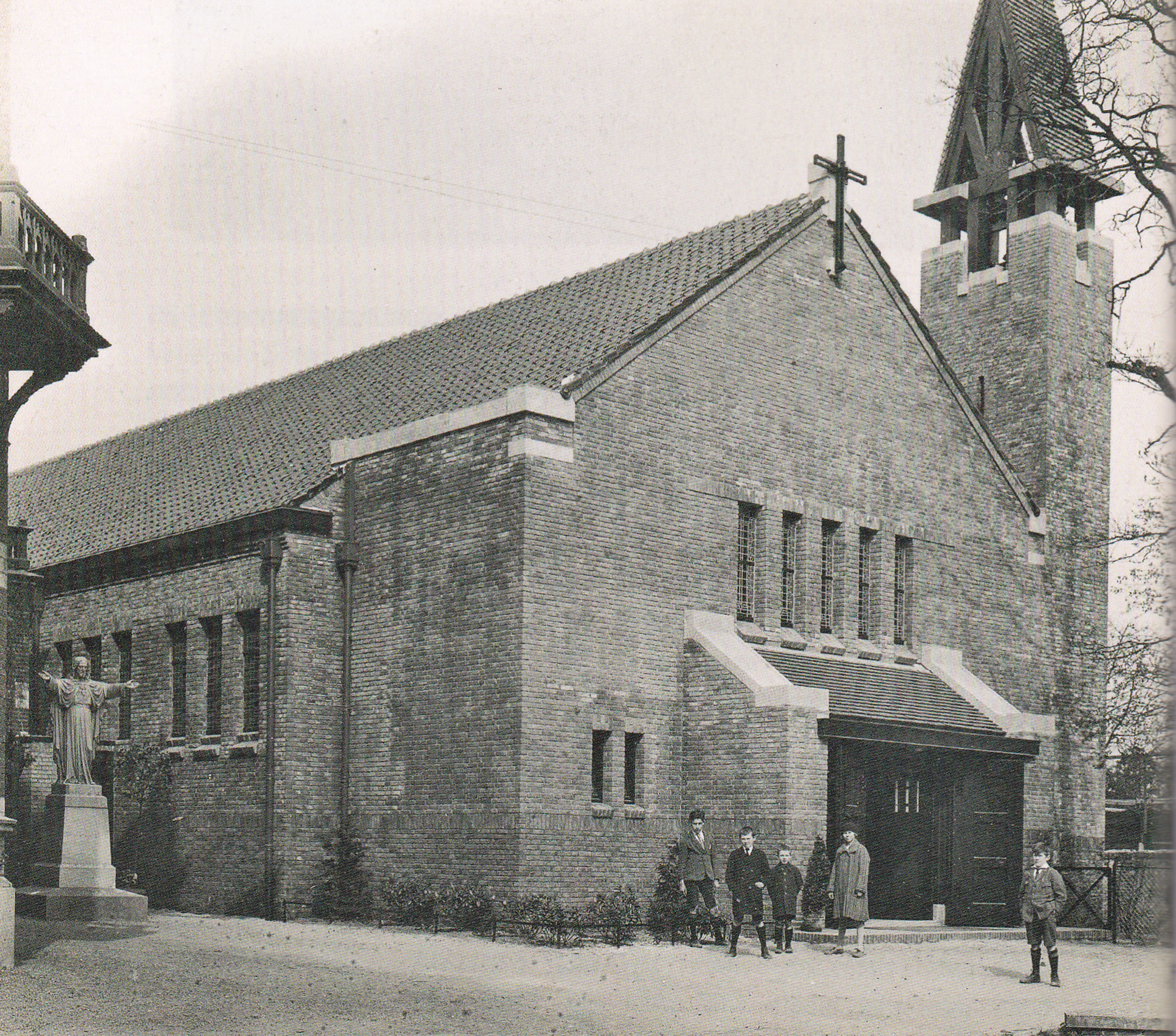
Leonarduskerk Leiden
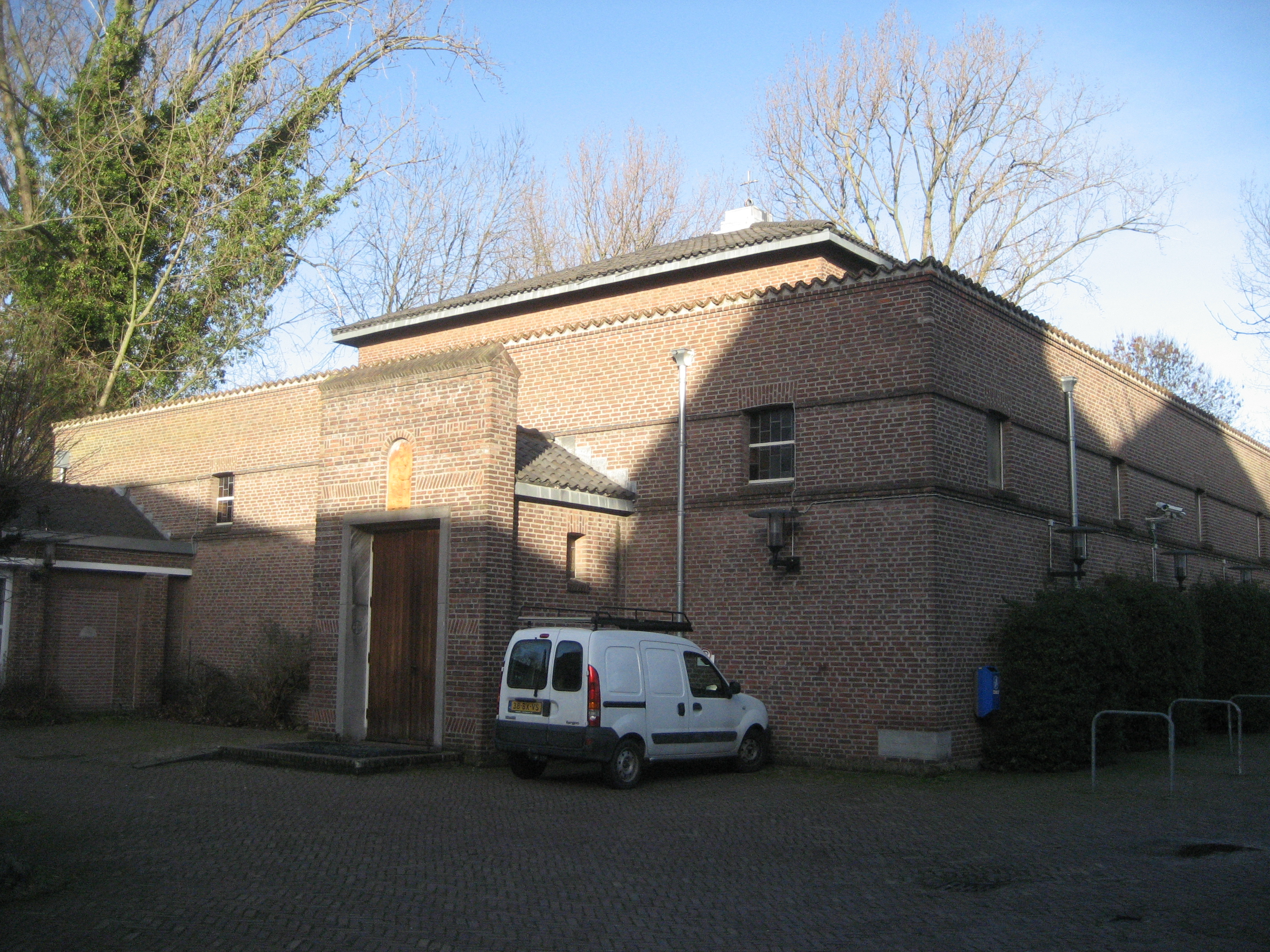
Stanislaskapel Delft